# Ada D'Aloja
Ada D'Aloja Ameglio (Bolonha, Itália, 26 de junho de 1900 - Morelia, México, 27 de agosto de 2004) foi uma antropóloga, química, geógrafa, docente e investigadora italiana naturalizada mexicana desde 1960.
É reconhecida como uma das pioneiras da carreira de Antropologia Física no México, bem como por ser uma das fundadoras da atual Escola Nacional de Antropologia e História (um dos três centros de estudos superiores pertencentes ao Instituto Nacional de Antropología e História). O seu trabalho influenciou, sobretudo, as primeiras gerações de antropólogas e antropólogos mexicanos. É também considerada uma pioneira por ter reconhecido o potencial da investigação genética nos estudos populacionais. Realizou essencialmente estudos antropológicos sobre populações vivas.

## Carreira

### Percurso Académico
Em 1924 inscreveu-se na Faculdade de Ciências da Universidade de Roma, em Itália, doutorando-se em Química quatro anos depois. Posteriormente, em 1932, obteve o seu segundo doctorado em Geografia.
Em 1933, após o Comitato Italiano per o Studio dei Problemi della Popolazione (Comité Italiano para o Estudo do Problema da População) iniciar uma série de estudos no México, Ada D'Aloja viajou para o país a convite de seu professor Guiseppe Sergi, após revelar o interesse pela antropologia.

### Docência
De 1939 a 1941, Ada D’Aloja Ameglio cofundó “a carreira de Antropologia Física no Departamento de Antropologia da Escola Nacional de Biologia do Instituto Politécnico Nacional, departamento que se converteu em 1942 na actual Escola Nacional de Antropologia e História da Secretaria de Educação Pública.” Durante esse período lecionou as disciplinas de Antropologia Física Geral, Estatística e Biometria.
Com o decorrer da Segunda Guerra Mundial, devido à sua nacionalidade italiana, teve que renunciar aos cargos que desempenhava no México, somente retomando o cargo de docente, entre 1944 e 1962, na Escola Nacional de Antropologia, nas cátedras de Demografia, Biotipologia, Seminário de Investigação Antropológica e de Genética Humana.
De 1953 a 1960, lecionou os cursos de Antropologia Física, Demografia e Estatística na Faculdade de Ciências Políticas e Sociais da Universidade Nacional Autónoma de México.
Entre 1954 e 1976 foi também, em distintos momentos, professora de Estatística, Demografia e Antropologia Física na Universidade das Américas em Cholula, estado de Puebla, México, tornando-se diretora do Departamento de Antropologia e Sociologia entre 1975 e 1976.

### Investigação
De 1937 a 1939 os seus estudos antropológicos e demográficos centraram-se em diversos grupos indígenas da Guatemala, Nicarágua, Honduras e El Salvador. Os dados antropométricos que recolheu eram os únicos registados para estas populações até 1999.
Como investigadora do Departamento de Antropologia Física do Museu Nacional de Antropologia de México, entre 1939 e 1941, obteve dados antropométricos sobre o povo chinanteco, de Oaxaca, e escolares de Mixquic, do então Distrito Federal.  
Foi nomeada diretora do Laboratório de Biotipologia do Instituto Politécnico Nacional (1942-1952). Introduziu os conhecimentos da Escola Biotipológica Italiana no México e publicou em 1947 a primeira exposição da metodologia seguida por Viola e Bárbara para determinar o biotipo, em colaboração com José Gómez Robleda. Simultaneamente obteve dados sobre o reflexo óculo-cardíaco em 1534 alunos desta instituição, que publicou em 1953, e obteve dados de capacidade física entre os indígenas otomis do Vale do Mezquital, Hidalgo.
Pesquisou sobre as condições físicas dos trabalhadores da mina de Nativitas da Serra de Juárez, Oaxaca, em 1945.
Foi nomeada investigadora a tempo inteiro de 1955 a 1966 pelo Instituto de Investigações Sociais da Universidade Nacional Autónoma de México, onde estudou as diferenças morfológico-funcionais entre trabalhadores e estudantes de San Luis Potosí.

## Algumas publicações
- 1939. Relatório sobre a investigação antropológica-demográfica realizada na Centroamérica.[4]
- 1940. Sobre a variabilidade de algumas características antropológicas entre indígenas centroamericanos.
- 1942. Sobre a variabilidade de alguns caractéres antropométricos observados em grupos indígenas centroamericanos.
- 1953. Exploração do sistema de regulação autónoma de um grupo de estudantes do Instituto Politécnico Nacional de México.
- 1959. A família, a casa.
- 1960. Caractéres somáticos dos índios otomís.
- 1980. A população do Vale do Mezquital.
- 1981. Fecundidade num povo rural.
- 1982. Corolário a Data antropométrica.
- 1983. A hora do nascimento no Mezquital.
- 1983. Condição do recém nascido no Mezquital.
- 1987. Chinantecos e zapotecos; comparação entre alguns caractéres somatométricos.
- 1987. Determinação dinamométrica.
- 1987. Condições do recém nascido no Mezquital.
- 1988. Características somatofisiológicas de um grupo zapoteca da Serra de Juárez, Oaxaca.
- 1989. Função pulmonar em mineiros da Serra de Juárez, Oaxaca.
- 1993. População da cidade de San Luis Potosí: dados bio-antropológicos.
- 1997. Mortalidade infantil numa zona rural do Vale do Mezquital.[5]
- 1998. Antropometria chinanteca